# Jānis Graudiņš
Jānis Graudiņš (1913 – 1990) è stato un cestista lettone.

## Carriera
Con la Lettonia ha disputato i Campionati europei del 1939, vincendo la medaglia d'argento.